# St-André (Saint-André-de-Bâgé)

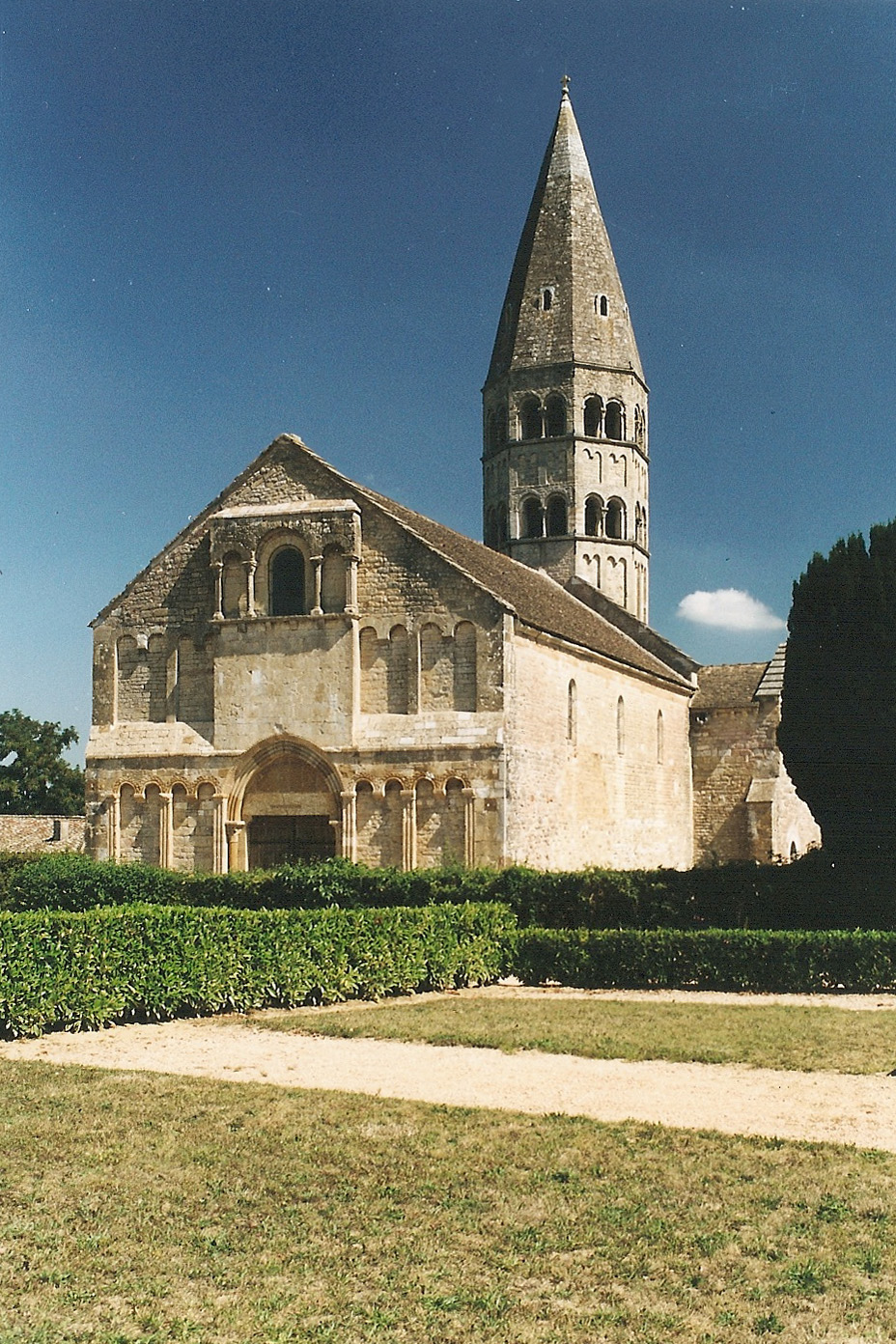
St.-André-de-Bâgé, Ânsicht von SW

Die romanische Kirche Saint-André steht in der französischen Gemeinde Saint-André-de-Bâgé circa einen Kilometer außerhalb der Ortschaft Bâgé-le-Châtel und acht Kilometer östlich der Stadt Mâcon. Sie befindet sich auf dem heute noch genutzten Friedhof der Gemeinde.

## Geschichte
Gegen Ende des 11. Jahrhunderts wurde die Kirche fertig gestellt, von Mönchen der ehemals bedeutenden Benediktinerabtei Tournus, deren Ursprünge in die Merowingerzeit zurückreichen. Die Mönchsgemeinschaft war damals selbst mit dem Bau der Kathedrale und des zugehörigen Klosters beschäftigt.
Archäologische Untersuchungen haben drei Bauabschnitte nachgewiesen (siehe Grundriss), deren zeitliche Zuordnung in den Quellen nicht benannt werden.
Der erste Bauabschnitt, das Ursprungsbauwerk, stammt vermutlich aus der Frühromanik des späten 10. Jahrhunderts. Es handelte sich um eine rechteckige Halle, die um etwas mehr als ein Viertel kürzer war als das heutige Langhaus und im Osten von einer Chorapsis geschlossen wurde. Von der Halle existieren noch die Längswände des größten Teils des Langhauses. Sie war etwa wie heute mit einem Dachstuhl aus Holzbalken überdeckt und besaß keine steinernen Gewölbe. Deshalb kommen die verhältnismäßig dünnen Wände ohne Wandpfeiler oder Strebepfeiler aus.
Der zweite Bauabschnitt, vermutlich noch aus der Frühromanik, entstand nach Abbruch der Chorapsis, mit dem Ersatz durch einen rechteckigen Chorraum, der nach Osten wieder eine Chorapsis aufwies. Ungeklärt ist, warum das neue Chorhaus in einem schiefen Winkel angebaut wurde. Von ihm sind nur die äußeren Teile der Apsiswand und die von ihr abgehenden kurzen Wandstücke erhalten.

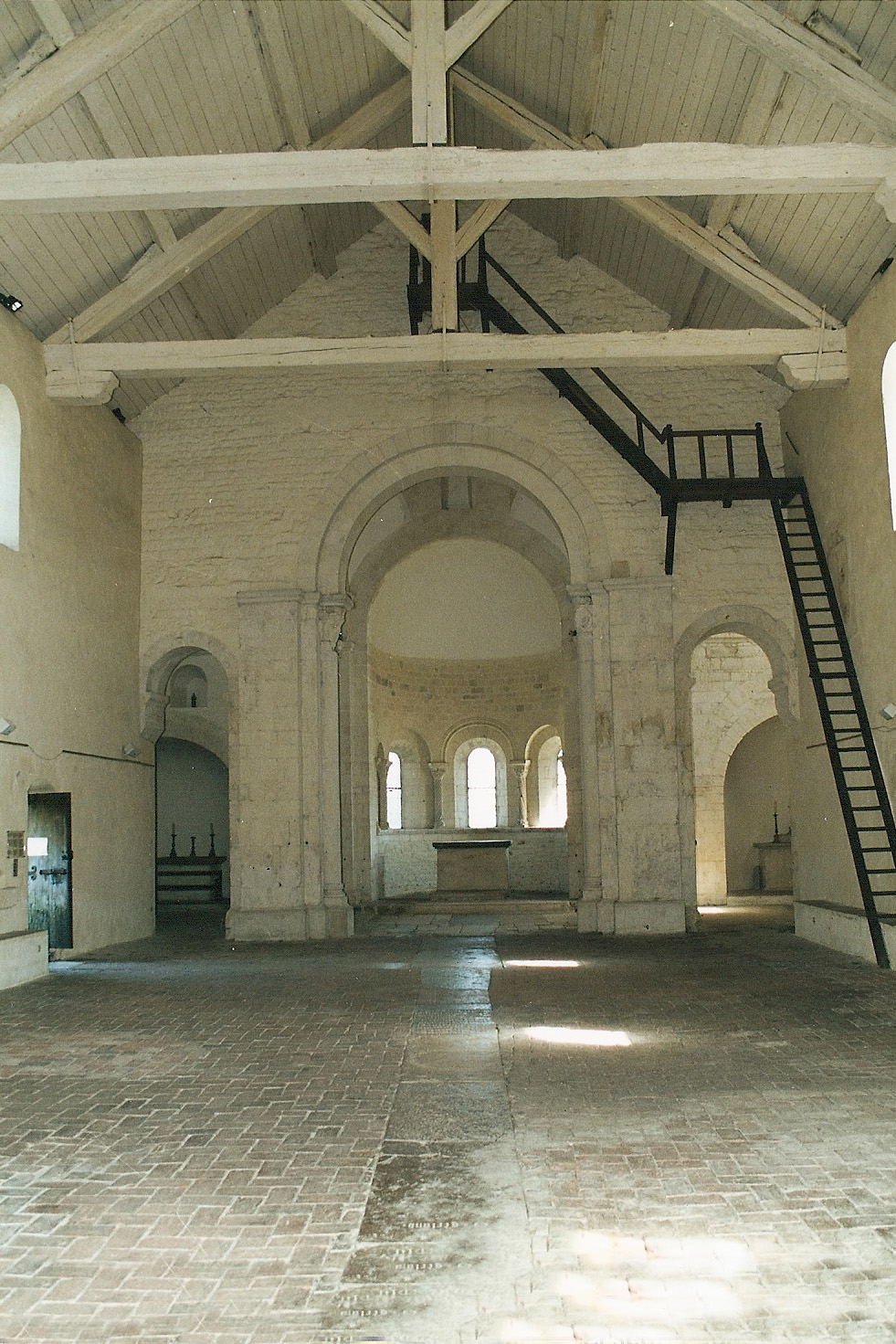
Schiff zum Chor

Der dritte Bauabschnitt führte gegen Ende des 11. Jahrhunderts zu dem Gebäude, das man heute noch antrifft. Abgebrochen wurden zunächst die beiden Seitenwände des alten Chors, die Westwand des Schiffs und die restliche Ostwand. Vermutlich wurden auch die Fensteröffnungen in den alten Seitenwänden des Schiffs herausgestemmt. Das Schiff des Ursprungsbauwerks verlängerte man im gleichen Aufriss um etwas mehr als ein Drittel und schloss es mit einer Fassade. Fast vollständig neu errichtet wurde das gesamte Querhaus mit Vierung und den beiden Querhauskapellen einschließlich deren steinernen Einwölbungen. Die erhalten gebliebenen Wände der Chorapsis aus dem zweiten Bauabschnitt wurden innen mit einer Vormauerung versehen und vermutlich auch mit einer neuen Kalotte eingewölbt. Über der Vierung errichtete man einen hoch aufragenden achteckigen Turm, der an cluniazensische Türme erinnert. Der heutige spitz zulaufende, steinerne Turmhelm hatte möglicherweise einen weniger steil geneigten Vorläufer.
Dass das Schiff jemals überwölbt war, kann wegen der schlanken Wanddimensionen ausgeschlossen werden. Ob es immer einen offenen Dachstuhl hatte, ist aus den erhaltenen Quellen nicht nachzuweisen, ebenso wenig sind keine Quellen über größere Beschädigungen oder Zerstörungen bekannt.

## Bauwerk

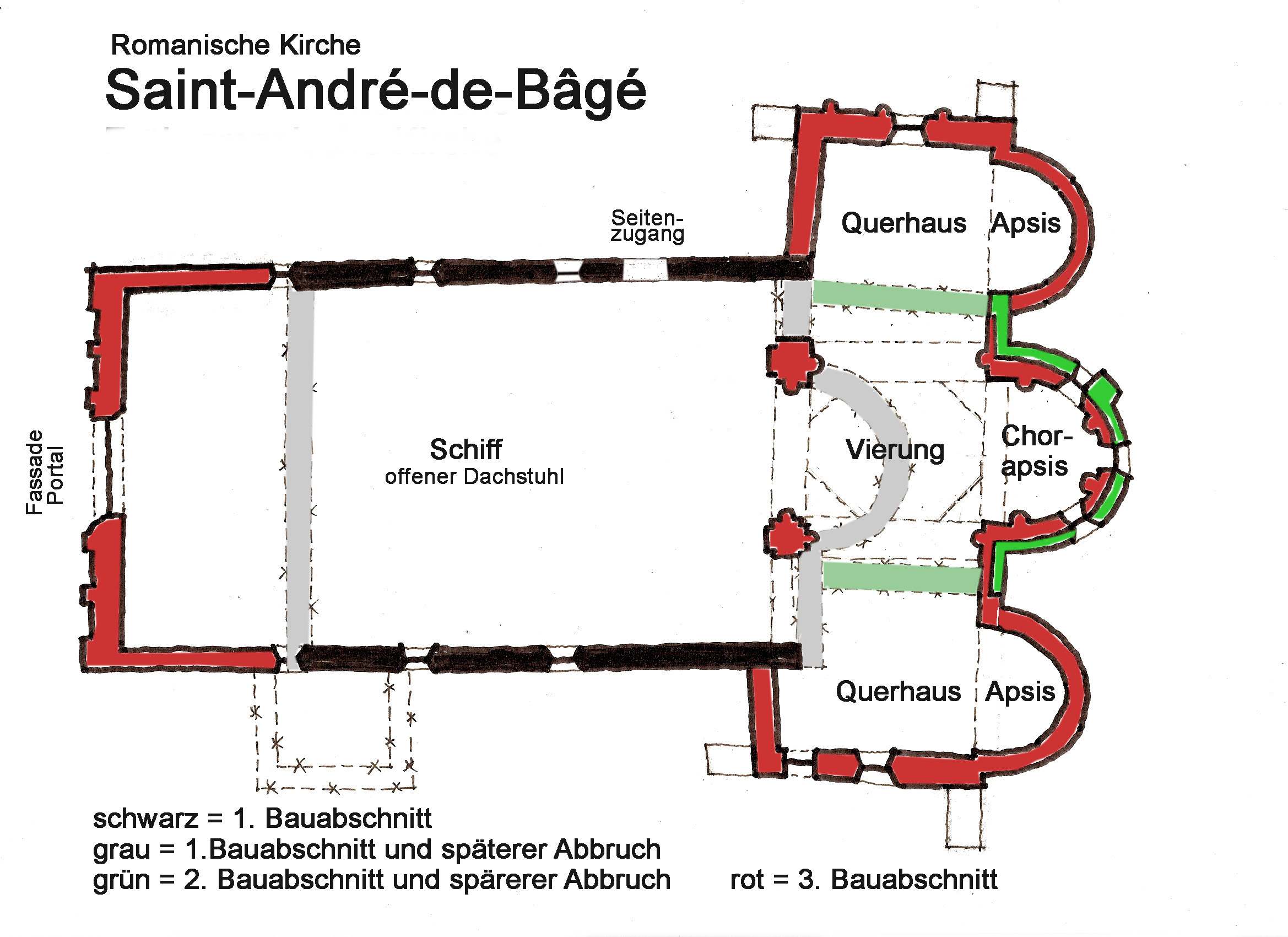
Grundriss, Handskizze

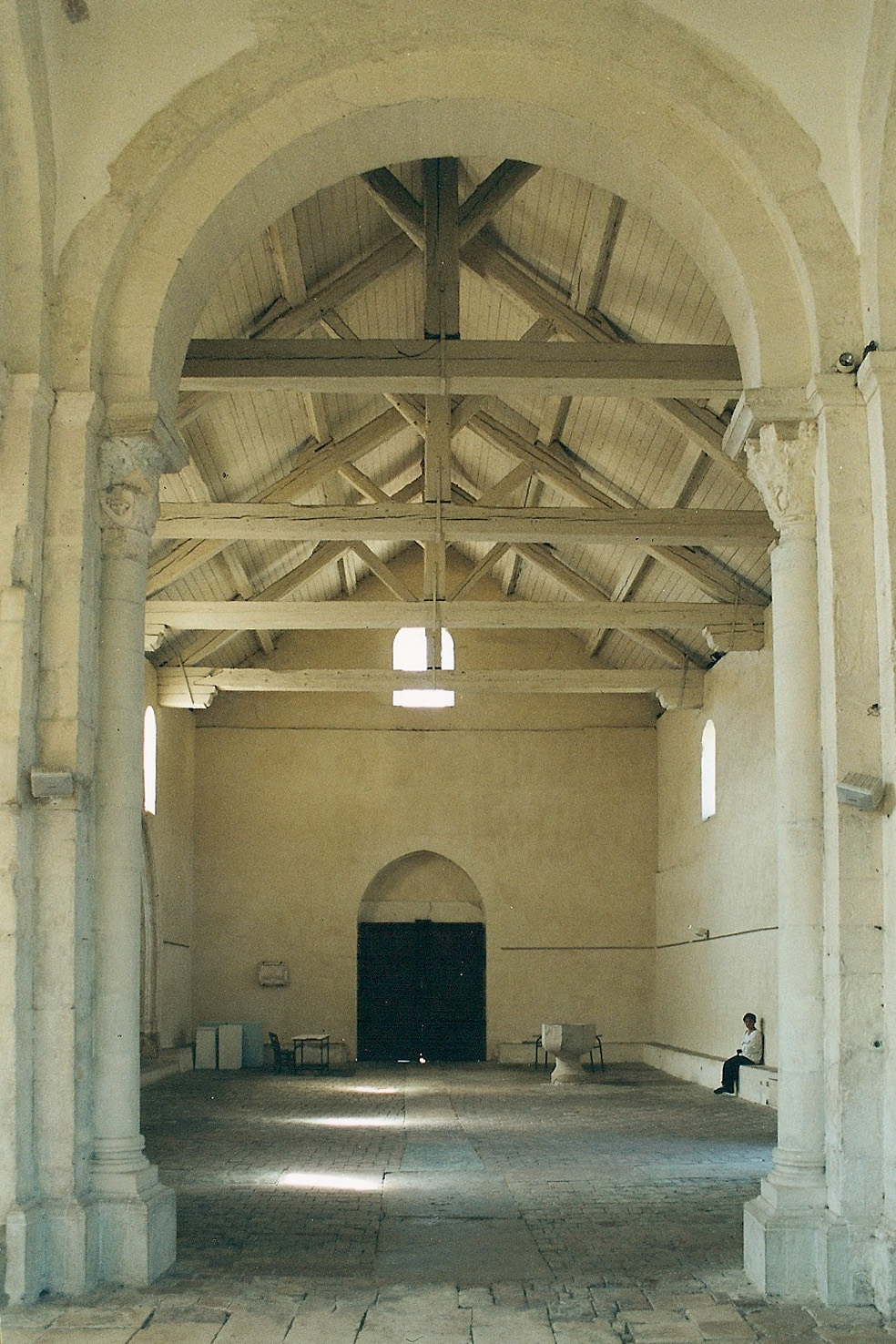
Schiff aus dem Chor

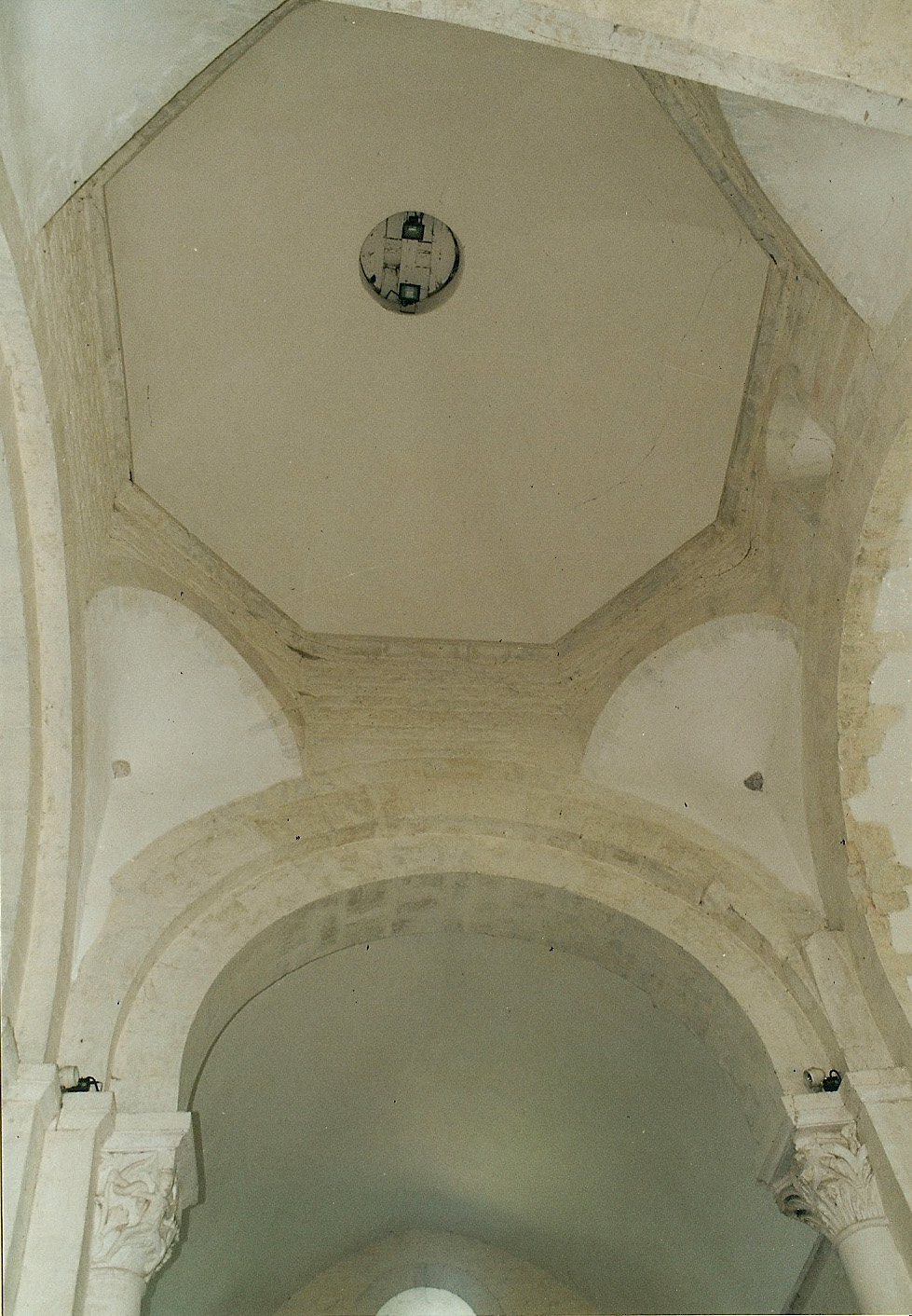
Trompenkuppel über Vierung

### Inneres

#### Langhaus
Das Langhaus ist einschiffig und steht auf einem langgestreckten rechteckigen Grundriss. Seine plan verputzten weißen Seitenwände und die Westwand weisen keine gestalterischen Gliederungen auf. An den Längswänden findet man im oberen Drittel der Wandhöhe jeweils drei kleine rundbogige Fenster, darunter hat man in ganzer Wandlänge gemauerte Sitzbänke errichtet. Die Fenster werden ergänzt durch ein größeres hoch über dem Hauptportal der Westwand. Das zweiflügelige Hauptportal ist von einem angespitzten Rundbogen überdeckt. Das zurücktretende Bogenfeld ist plan verputzt. Auf der nördlichen Wand des Schiffs gibt es noch eine kleine Tür eines Nebenzugangs.
Überdeckt wird das Schiff von einem offenen hölzernen Dachstuhl aus kräftigen grob bearbeiteten Balken, zum Teil mit „Waldkanten“. Vier Dreiecksbinder überspannen die Schiffbreite, deren Untergurte an den Wandauflagern mit Balkenstücken unterfüttert sind, die um circa 60 cm aus der Wand ragen, deren Köpfe handwerklich verziert sind. In Raummitte sind die Untergurte an senkrechten Pfosten aufgehängt. Auf den Schrägen der Binder sind in größeren Abständen Pfetten montiert, die wiederum die nicht sichtbaren Sparren tragen. Zwischen den Pfetten sind die Sparren unterseitig mit einer Holzschalung verkleidet. Alle Holzteile sind weiß geschlämmt. Das sichtbare helle Dachgebälk lässt das Schiff urtümlich, aber weiträumig erscheinen.
Der Fußboden des Schiffs ist mit einem neuzeitlichen Ziegelsteinpflaster in unregelmäßigem Verband und wechselnden Formaten belegt, in den Farben Grau mit leichter Rottönung. In der Langhausmitte verläuft ein etwa einen Meter breiter Streifen von großformatigen Grabplatten aus grauem Naturstein, mit Resten von Schriftgravuren.
Im Langhaus gibt es in der südöstlichen Ecke eine hölzerne Stiege hinauf zur Glockenstube im Vierungsturm.

#### Querhaus

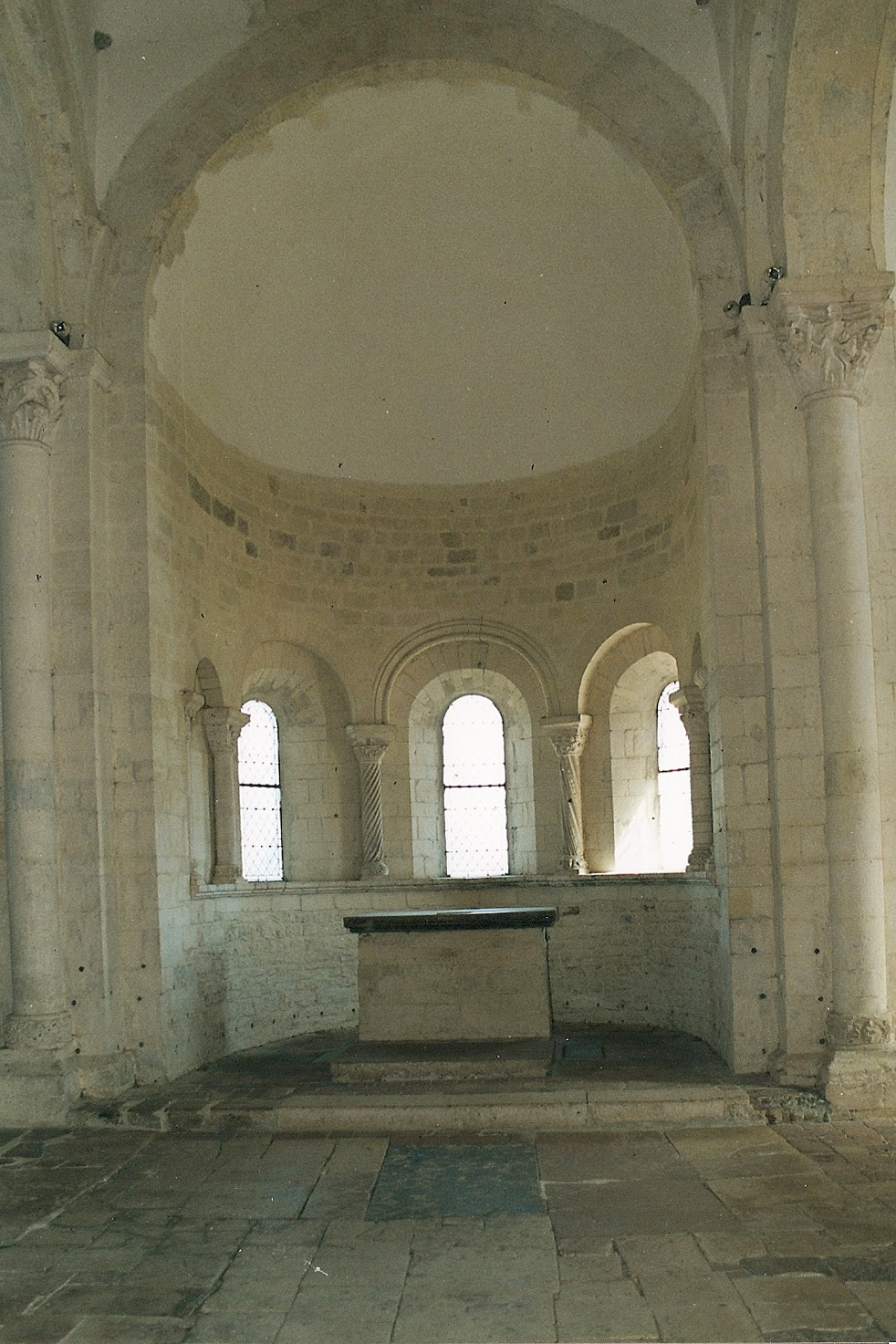
Chorapsis

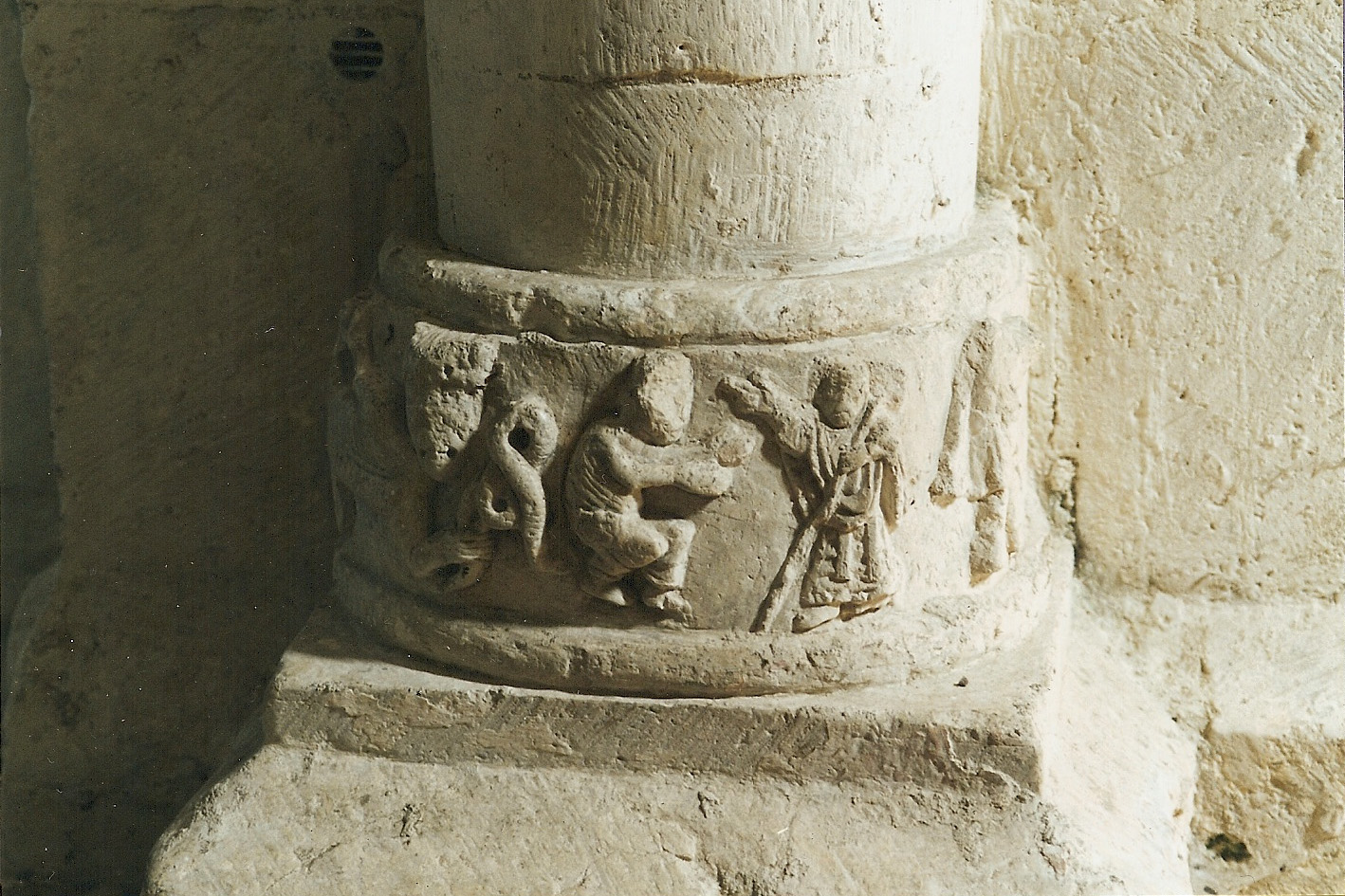
Dienstbasis in der Vierung

Das Querhaus erschließt sich über drei Öffnungen in der Ostwand des Schiffs. Sie entstanden erst nach vollständigem Abbruch der Ostwand des Langhauses. Die mittlere deutlich größere Öffnung wird von einem halbrunden, einfach abgestuften Triumphbogen mit rechtwinkligem Querschnitt überdeckt, der auf figural skulptierten Kapitellen mit profilierten Kämpfern ruht. Die den Triumphbogen flankierenden Öffnungen sind deutlich tiefer und schmaler. Ihr Scheitel bleibt unter den Kämpfern der mittleren Öffnung. Ihre halbkreisförmigen Bögen mit rechtwinkligen Kanten gehen innenseitig über in die Vierungspfeilerkerne und stehen außenseitig auf kurzen Wandpfeilerstücken, die aus den Wänden ragen. Die Bogenübergänge werden mit profilierten Kämpfern markiert.
Das Querhaus besteht in ihrer Mitte aus der Vierung, auf massiven Bündelpfeilern, und den Querhausarmen. Die Vierungspfeiler weisen zu den Vierungsbögen hin dreiviertelrunde Dienste auf, mit figürlich skulptierten Basen auf rechtwinkligen Plinthen und Konsolen, und ebenso skulptierten Kapitellen und profilierten Kämpfern. Die Pfeilerkerne sind quadratisch, deren Kanten zwischen den Diensten sichtbar sind. Zum Langhaus hin sind die Pfeilerkerne mit rechteckigen Pfeilervorlagen bekleidet, die oben von profilierten Kämpfern abgeschlossen sind. Die Vierungswände stehen auf einem fast quadratischen Grundriss, über dem sich eine oktogonale Trompenkuppel mit einem schmalen achteckigen Tambour erhebt. In deren Mitte öffnet sich eine kreisrunde Aussparung, die zum Transport von Glocken vorgesehen ist.
Auf beiden Seiten der Vierung sind die Querhausarme mit schwach angespitzten Tonnengewölben, quer zum Schiff, überdeckt. Die Ostwände der Querhausarme weisen je eine Kapellenapsis auf, deren Wände nahtlos in eine Kalottenwölbung übergehen. Die Kapellenapsiden weisen keinerlei Wandgliederungen oder Fenster auf. Belichtet werden die Querhausarme im Norden durch ein mittig angeordnetes Rundbogenfenster im Giebel, im Süden durch zwei derartige Fenster. Neben dem mittleren gibt es noch ein fast bis in die Westecke der Giebelwand gerücktes Fenster, mit niedriger Brüstung.
Der Fußboden des Querhauses ist mit grauen Natursteinplatten verschiedener Größe im „wilden Verband“ belegt.

#### Chor
Der Chor besteht nur aus einer halbkreisförmigen Apsis und wird von einer Kalotte überwölbt. Sein Boden erhebt sich um eine Stufe gegenüber dem des Querhauses. Die Apsiswand besitzt in fast ganzer Länge der Rundung eine durchlaufende Fensterbrüstung in gut einem Meter Höhe, mit einer leicht auskragenden profilierten Abdeckplatte. Auf ihr stehen drei gleich breite Blendarkaden, die von zwei halb so breiten Blendarkaden flankiert werden. Die Arkadenbögen sind halbkreisförmig, der mittlere wird vorderseitig mehrfach in Profile aufgelöst, die anderen bestehen aus im Querschnitt rechtwinkligen Keilsteinen mit glatten Sichtflächen. Sie stehen auf vier Rundsäulen, zwei sind glatt die andern beiden mit gedrehten Kanneluren geschmückt, und sind ausgerüstet mit Kapitellen figürlicher Skulptur und profilierten Kämpfern und Basen. In den mittleren drei Arkadennischen sind Rundbogenfenster ausgespart, deren innere Gewändekante mit etwas Abstand und parallel zur Arkadeneinrahmung verläuft. Die eigentlichen Fensteröffnungen sind entsprechend der Gewändeabschrägung noch etwas kleiner.
Alle Wände vom Querhaus, der Chorapsis und der Querhausapsiden, ferner die Vierungspfeiler, alle Bögen, Arkaden und der Tambour der Vierungskuppel sind steinsichtig in hellem Naturfarbton geschlämmt. Die Gewölbe, die Trompen und die Kalotten sind weiß verputzt.
Säulen und Kapitelle in Chor und Vierung

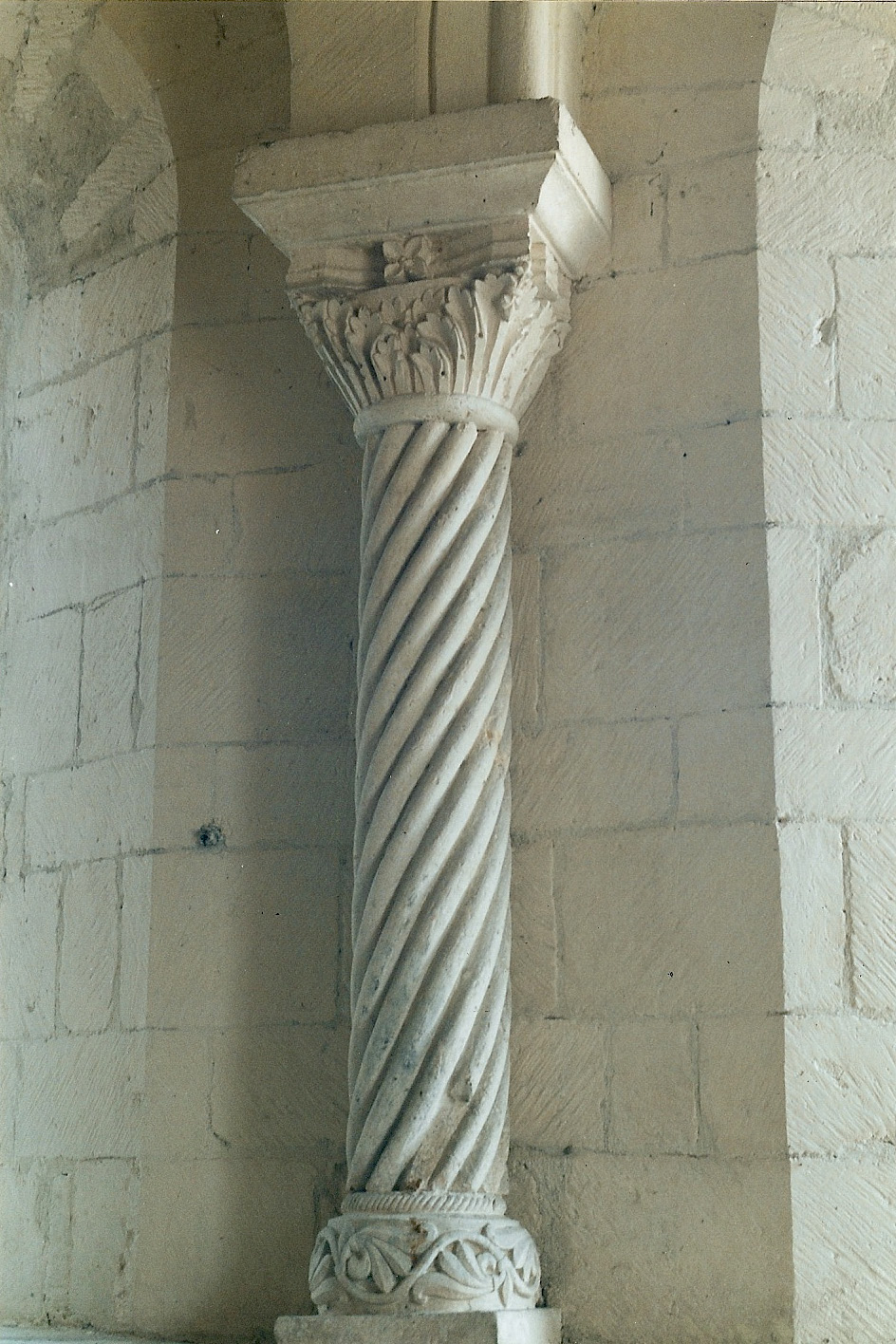
Säule mit spiraligen Kanneluren und Pflanzenkapitell, Basis mit Palmettendekor
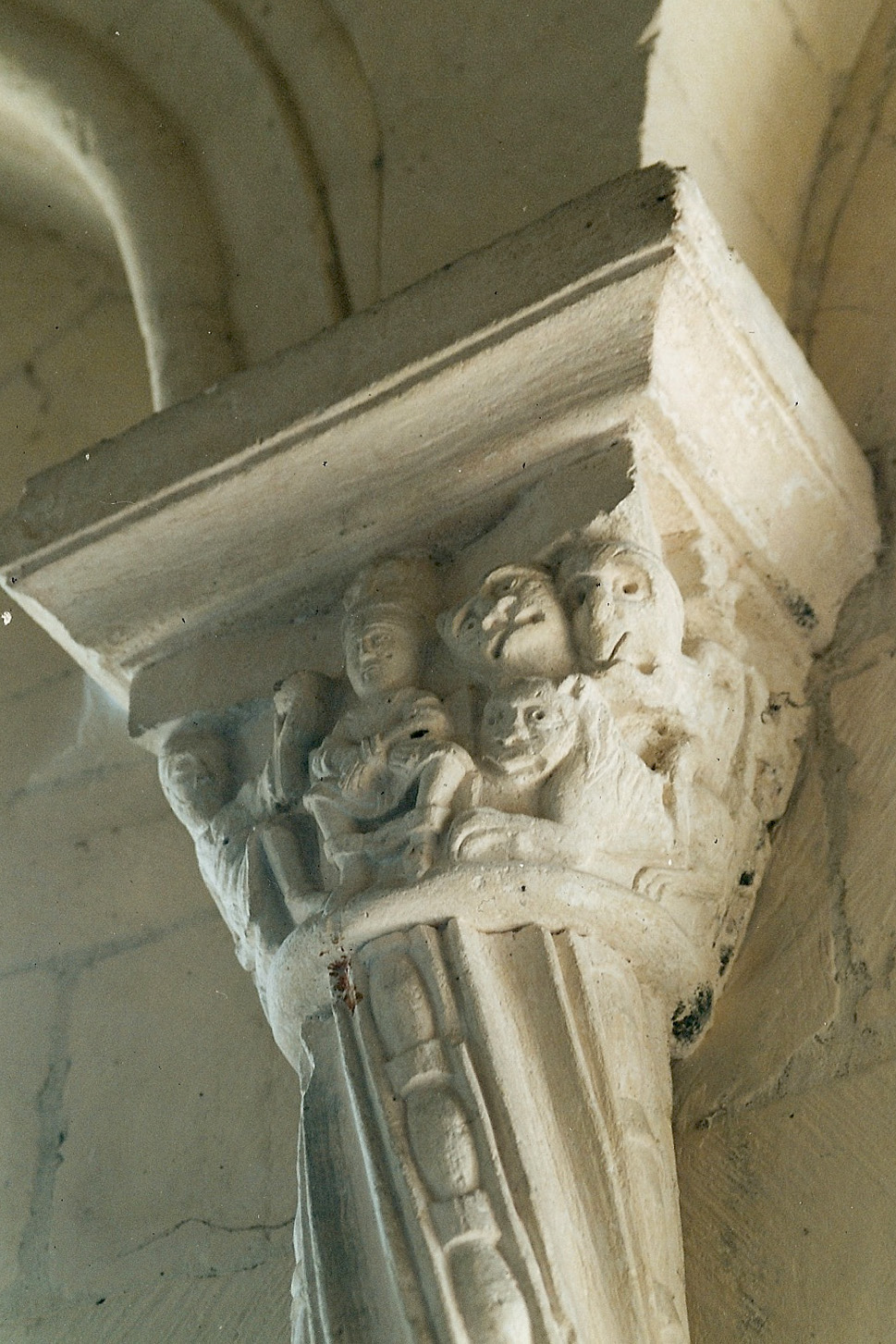
Kannelierte Säule, dekoriert mit Eierstab, figuratives Kapitell
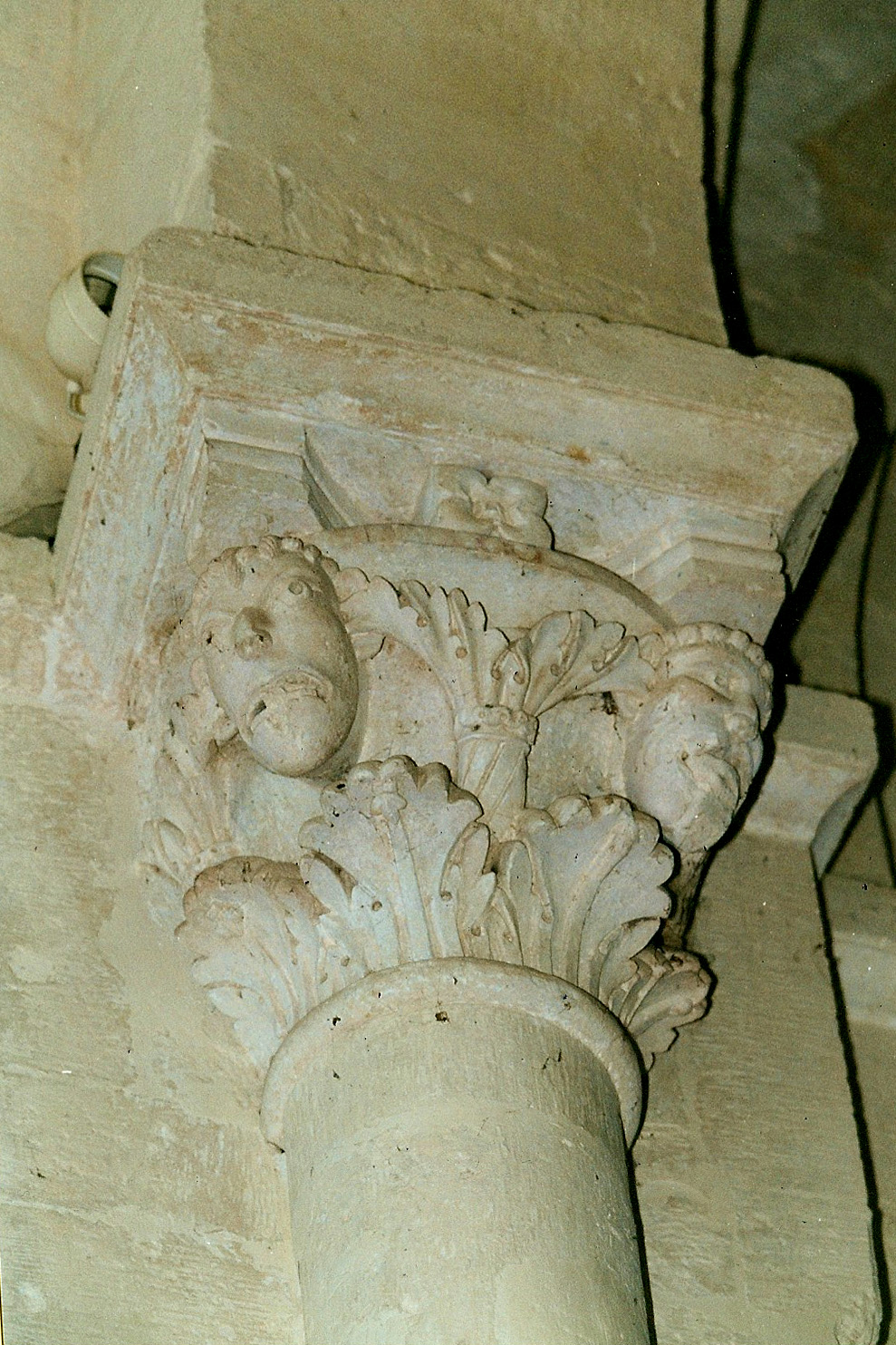
Figuratives Kapitell mit Akanthusblättern
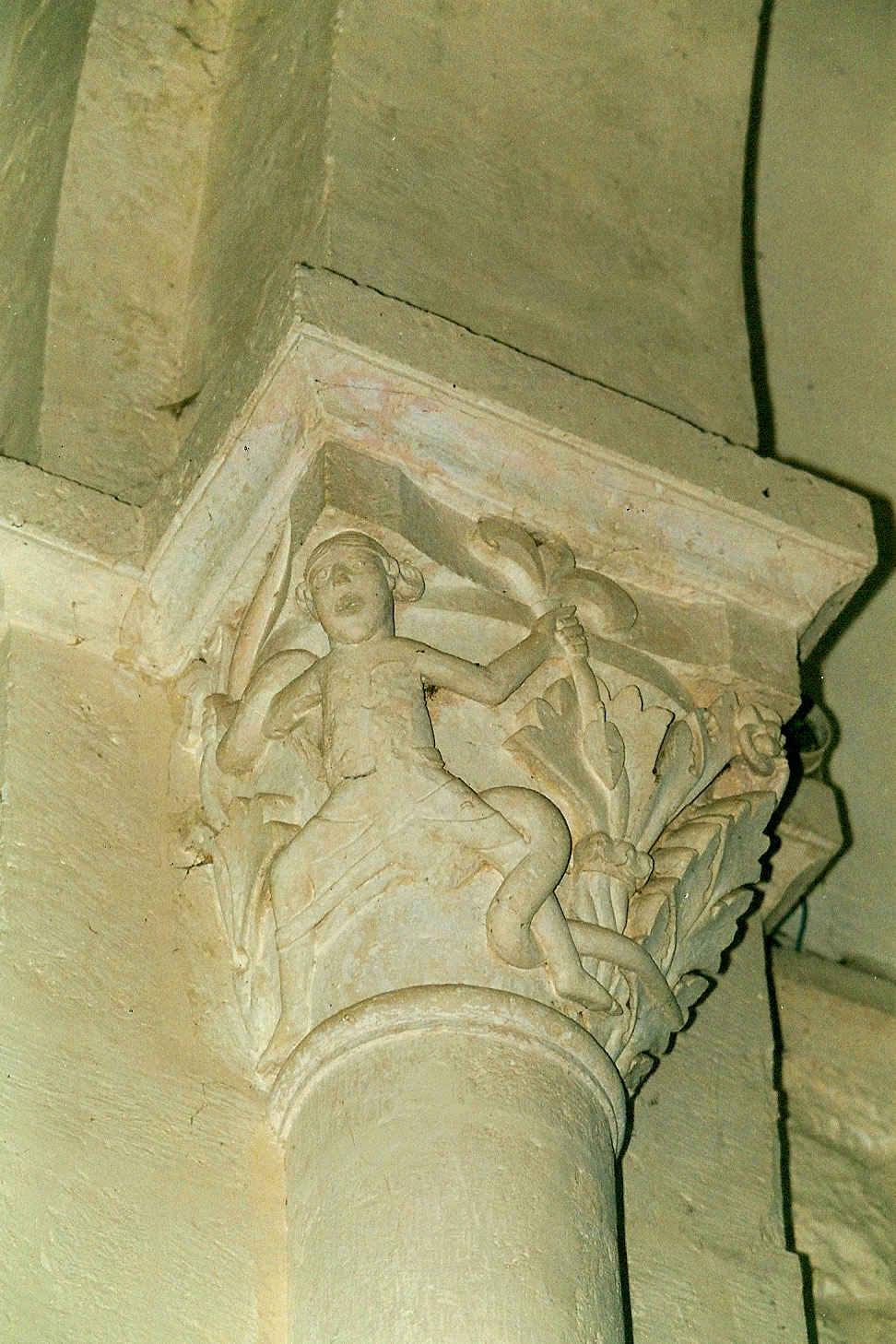
Mensch kämpft mit Schlange

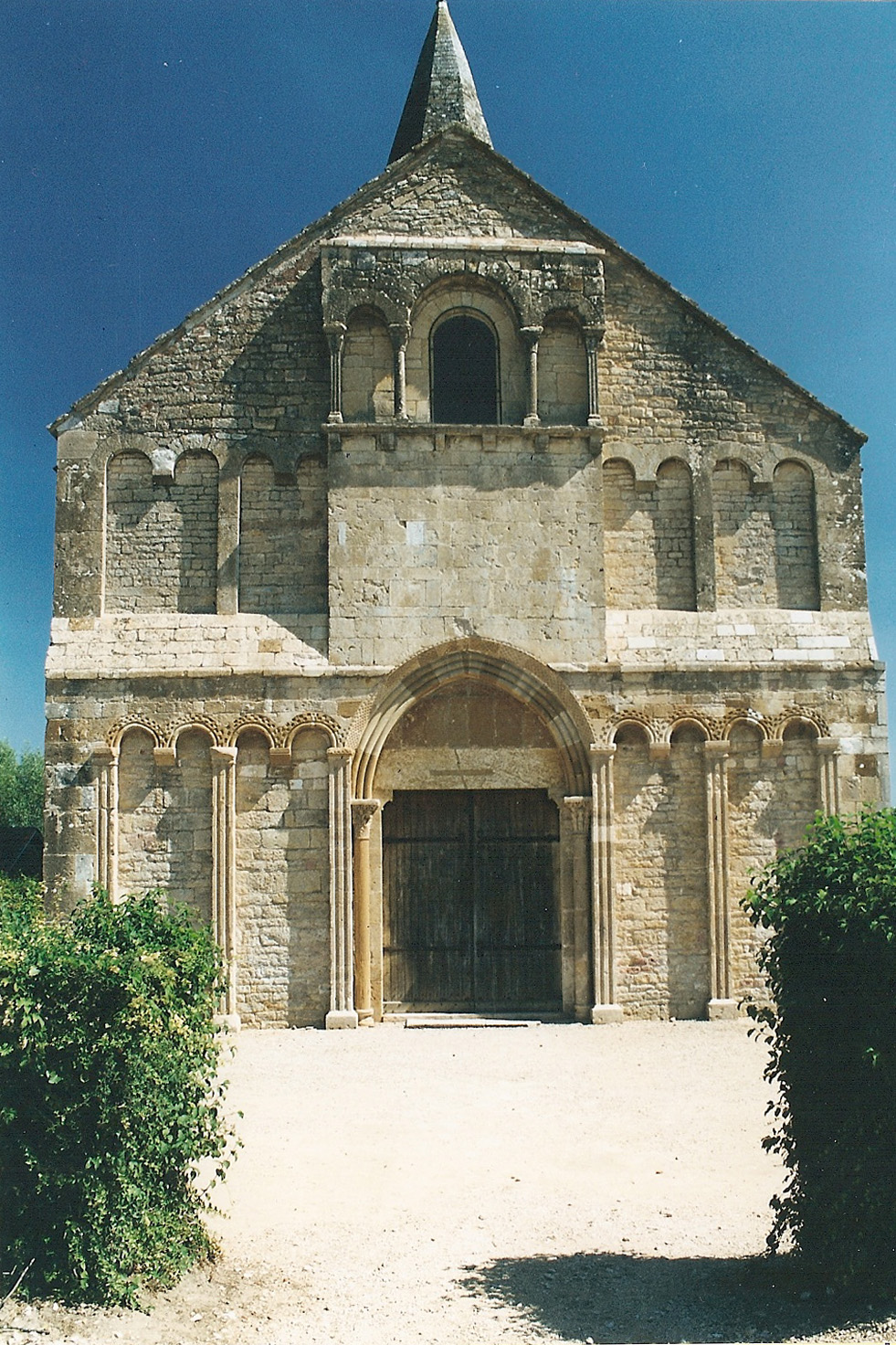
Fassade frontal

### Äußeres

#### Langhaus
Das Langhaus mit lang gezogenem rechteckigen Grundriss wird überdeckt von einem etwa dreißig Grad geneigten Satteldach mit einer roten Schindeleindeckung. Die „echten“ Traufen (ohne Dachrinnen) der seitlichen Langhauswände besitzen ein auskragendes Traufgesims ohne Kragstein-Unterstützung. Wie im Inneren weisen diese Längswände im oberen Drittel je drei kleine Rundbogenfenster auf. Das Langhaus überragt das Dach des Querhauses deutlich. Die östliche Langhauswand wird ein gutes Stück über seine Dachflächen hochgezogen und stößt mit seinem Mittelteil gegen den Vierungsturm. Von Osten kann man oberhalb des Querhausdachs neben dem Turm Teile dieses östlichen Langhausgiebels sehen.

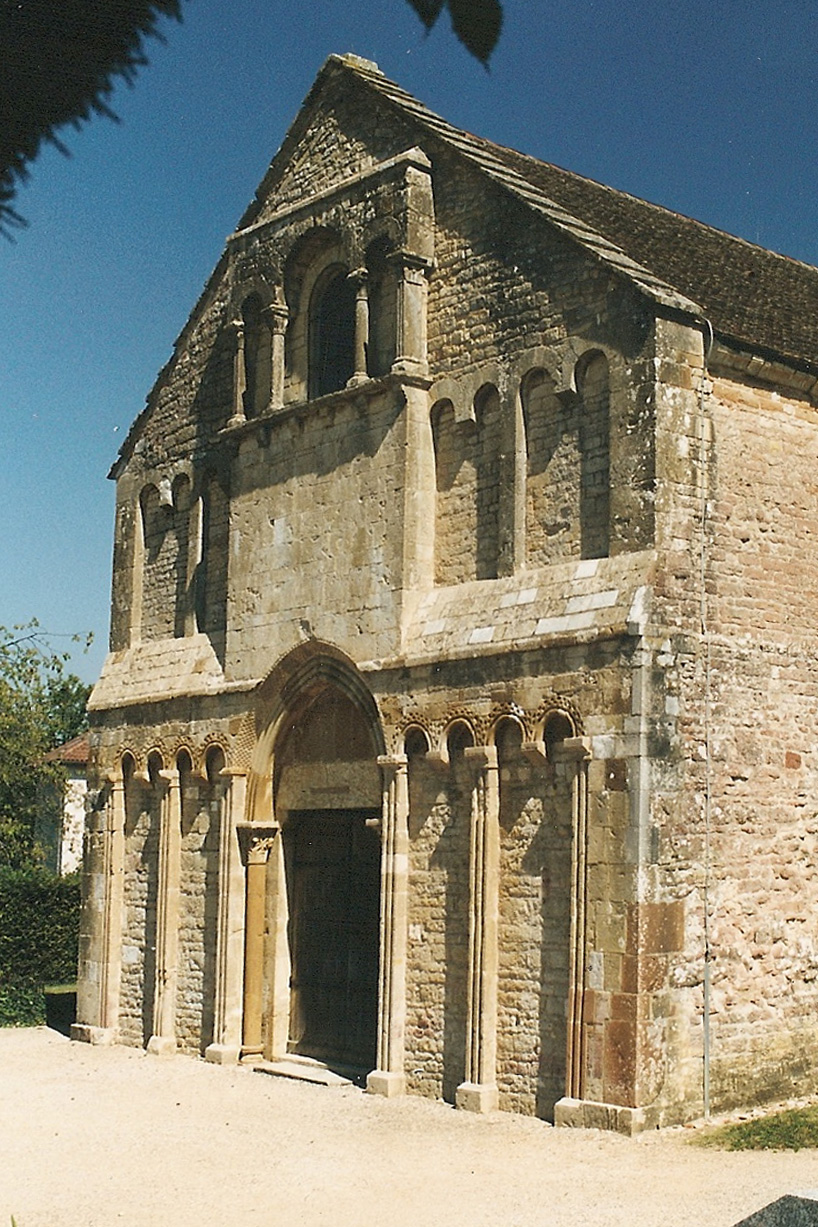
Fassade von SW

Das Mauerwerk des Langhauses besteht, wie fast die ganze Kirche, aus Hausteinen in unregelmäßigem, teils auch regelmäßigen Schichtenverband. Die Farben der Steinsichtflächen reichen von Weiß über Hellbeige und gelblich bis zu Braungrau, je nach Bewitterung.

#### Fassade
Die Fassade überragt die Dachflächen des Langhauses geringfügig. Sie ist horizontal in zwei Geschosse und in das Giebeldreieck unterteilt. Sie wird vertikal in drei nahezu gleich breite Abschnitte unterteilt, mit je einem dominierenden Mittelabschnitt, der von zwei Seitenabschnitten flankiert wird.
Die horizontale Trennung übernehmen über dem Erdgeschoss ein Kraggesims mit einer Pultdachschräge, und über dem Obergeschoss im Mittelabschnitt ein Gesims auf Kragsteinen, in den Seitenabschnitten die Scheitel der Blendarkaden.
Bei dieser Fassade gibt es noch eine dritte Gliederungsdimension, nämlich ihre beiden unterschiedlichen Tiefen der Fassadenebenen. Eine vordere Ebene 1 (Erdgeschoss, Mittelabschnitt im Obergeschoss und Giebelfeld) und eine um knapp einen halben Meter zurücktretende Ebene 2 (Seitenabschnitte im Obergeschoss und Giebelfeld und die Giebelspitze).
Das ganze Erdgeschoss liegt in der vorderen Ebene 1.

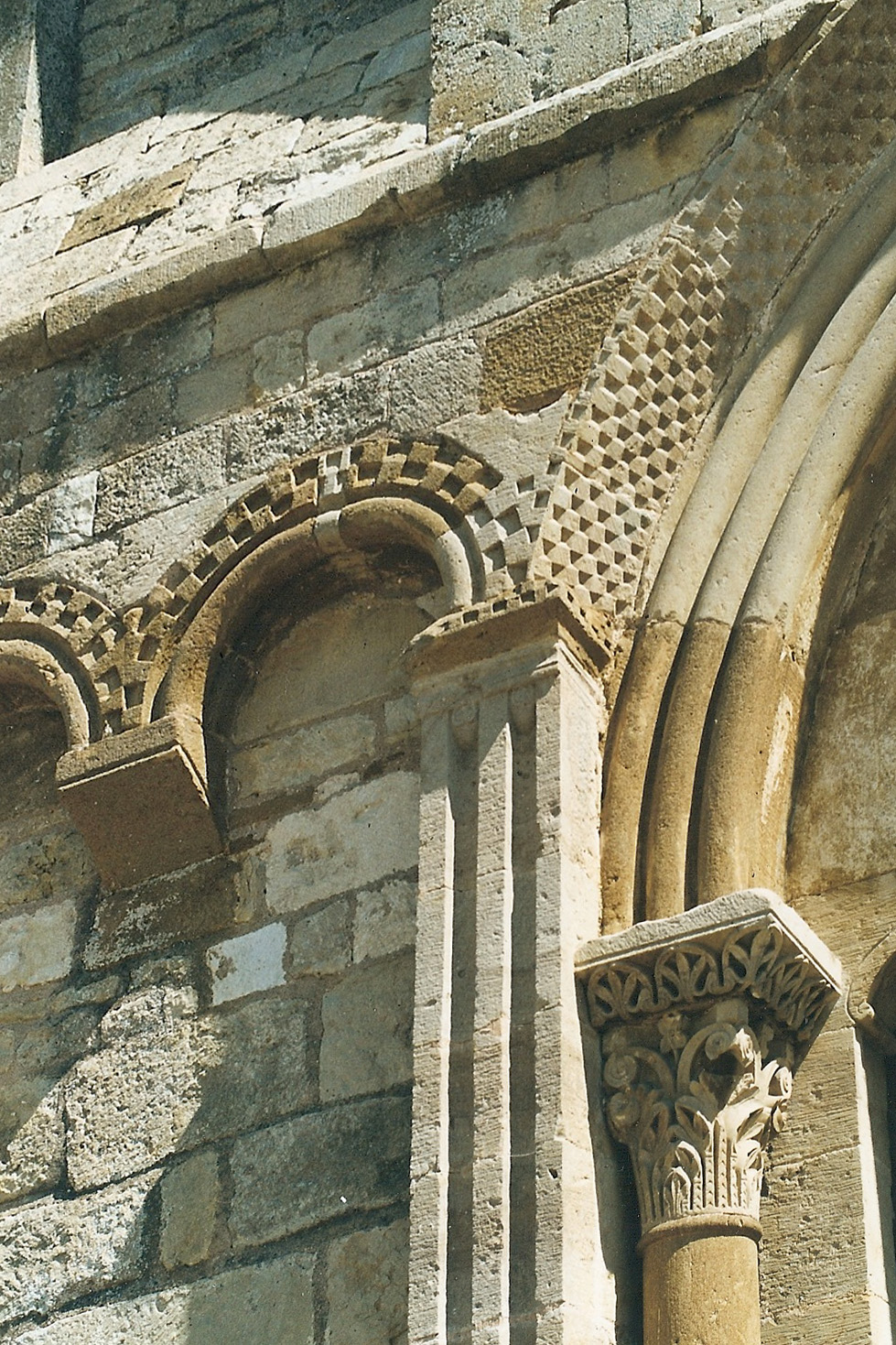
Portalkapitell links

Sein Mittelabschnitt wird fast gänzlich vom Hauptportal eingenommen, dessen Bogen das geschossteilende Gesims durchstößt. Ein schwach angespitzter Archivoltenbogen ist auf der Front- wie auch der Innenseite in vier Rundprofile aufgelöst und steht auf schlanken glatten Rundsäulen, die mit figürlich und pflanzlich skulptierten Kapitellen, ebenfalls mit ornamentierten Kämpferplatten und profilierten Basen ausgerüstet sind. Das rechte Portalkapitell zeigt fünf stehende Personen, deren Köpfe mit kreisrunden Nimben hinterlegt sind, also Heilige darstellen sollen. Einer trägt eine Schriftrolle, ein anderer ein Buch. Das steinerne Bogenfeld weist keine Struktur oder Skulptur (mehr?) auf. Es ruht auf kurzen Wandstücken, die hinter den Säulen hervortreten. Diese werden auf den Portalleibungen abgeschlossen von profilierten Kämpfern. Der Portalbogen wird von einem nach innen abgeschrägten breiten Schmuckband überfangen, das über seine ganze Breite gekehlt ist, und eine gleichförmige schachbrettartige Rasterstruktur aufweist. Die schmale Außenkante des Bandes weist die gleiche Struktur auf.
Die Seitenabschnitte des Erdgeschosses werden außenseitig begrenzt durch breite Wandstücke mit glatten Werksteinoberflächen und innenseitig durch die Säulen des Portals. Die zurücktretenden Mauerwerksflächen dazwischen werden durch je drei gleiche rechteckige Pilaster in zwei hoch gestreckte Nischen unterteilt. Die Fronten der Pilaster sind durch zwei rechtwinklige Kanneluren in drei kantige Stege aufgelöst und werden bekrönt von profilierten Kämpfern und stehen auf schlichten Basen. Die beiden Nischen werden überdeckt durch doppelte Blendarkadenbögen, deren Innenkanten aus schmalen Rundprofilen bestehen, die außen von Schmuckbändern, mit Schachbrett-Ornamentik, überdeckt werden. In Feldmitte werden die Bogenenden durch profilierte Konsolen unterstützt. Der Streifen zwischen den Scheiteln der Bogensteine und dem geschossteilenden Gesims wird gefüllt mit glattem Werksteinmauerwerk, das nahtlos in die seitlichen Wandstücke übergeht.
Die Trennung zwischen Erd- und Obergeschoss übernimmt ein schlichtes Kraggesims mit einer glatten Pultdachschräge darüber, die zur circa einen halben Meter zurückliegenden Ebene 2 um etwa 60 Grad ansteigt.

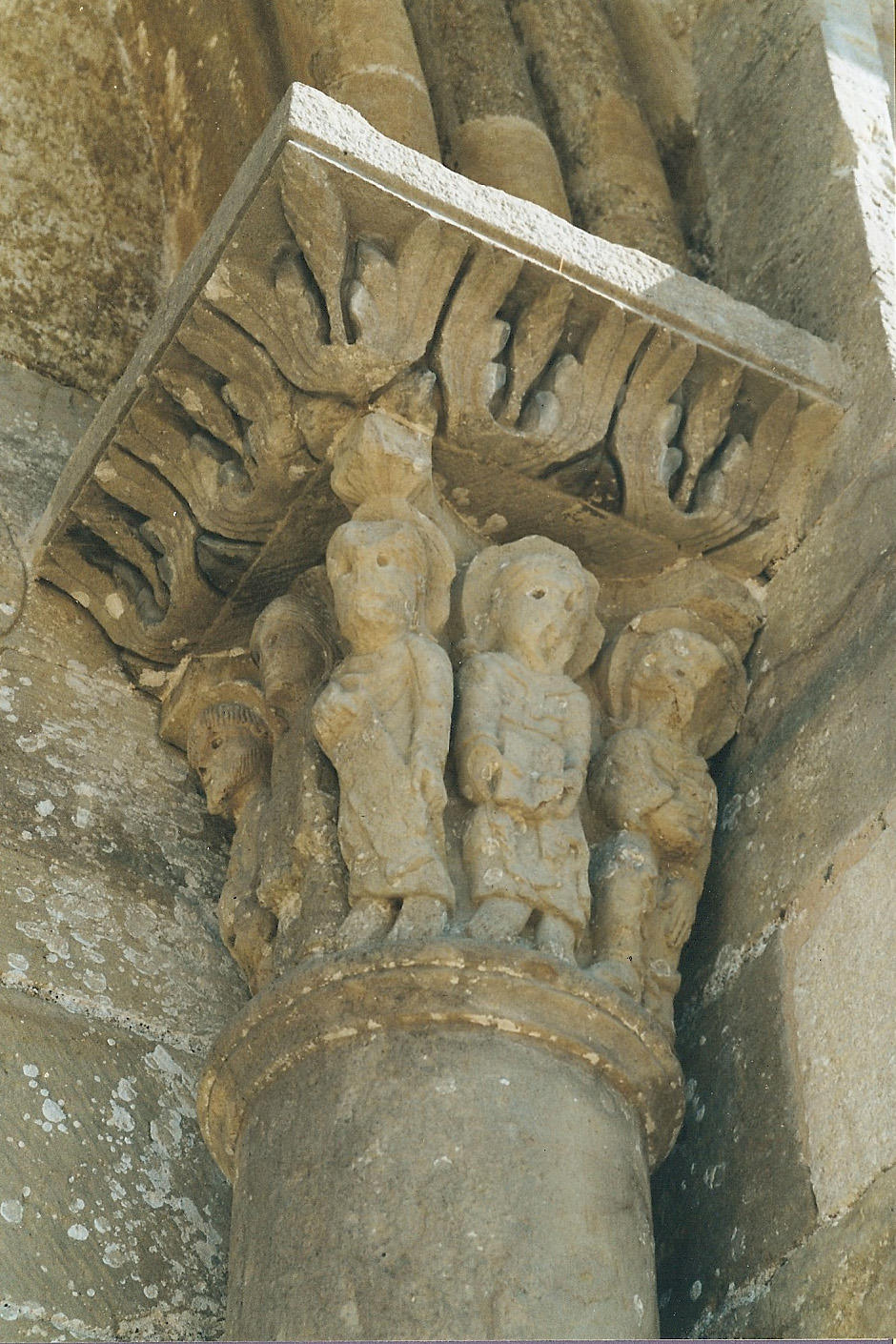
Portalkapitell rechts

Das Mittelfeld des Obergeschosses besteht in Breite des Portals, inklusive der ersten Pilaster, aus einer glatten Werksteinoberfläche in Ebene 1, die beidseitig im rechten Winkel bis auf die Ebene 2 herumgeführt wird. Es gleicht einem erkerartig geschlossenen Vorbau. Die beiden in Ebene 2 zurücktretenden Seitenabschnitte des Obergeschosses werden ähnlich unterteilt wie die im Erdgeschoss. Statt der drei Pilaster trennt lediglich ein schlichter Wandpfeiler die Wandfläche in zwei Nischen. Die sie überdeckenden doppelten Blendarkadenbögen aus glatten Keilsteinen werden von schlichten Konsolen unterstützt.
Im Mittelfeld des Dreiecksgiebels in Ebene 1 wird der darunter befindliche „Erker“ in gleicher Breite aufwärts geführt, zu unterst mit einem Gesims auf Kragsteinen, auf dem eine Dreiergruppe von Arkaden steht, eine mittlere und größere, und zwei flankierende, etwa halb so große halbkreisförmige Arkaden. Ihre Bögen bestehen aus grob behauenen Keilsteinen. Lediglich die mittlere Arkade enthält ein etwas kleineres rundbogiges Fenster, die äußeren Arkaden sind gänzlich „blind“. Die Arkadenbögen ruhen auf freistehenden Säulenschäften, die äußeren Bögen stehen außenseitig auf rechteckigen Pilastern, die bis gegen die Rückwand geführt sind. Die Säulen und Pilaster sind ausgerüstet mit skulptierten Kapitellen, profilierten Kämpfern und Basen und eckige Plinthen. Unmittelbar über dem zentralen Keilsteinbogen wird der „Erker“ von einem flach geneigten Pultdach abgedeckt, dessen Steinplatten an ihrer Traufe etwas auskragen. Dieses Dach stößt mit seinen äußeren Ecken gegen die Abdeckung der Ortgänge der Fassade aus flachen Steinplatten, die deutlich gegenüber den Wandoberflächen auskragen.
Die verbleibenden drei geschlossenen dreieckigen Abschnitte des Giebelfeldes, seitlich und oberhalb des Mittelfeldes, befinden sich in der Ebene 2.

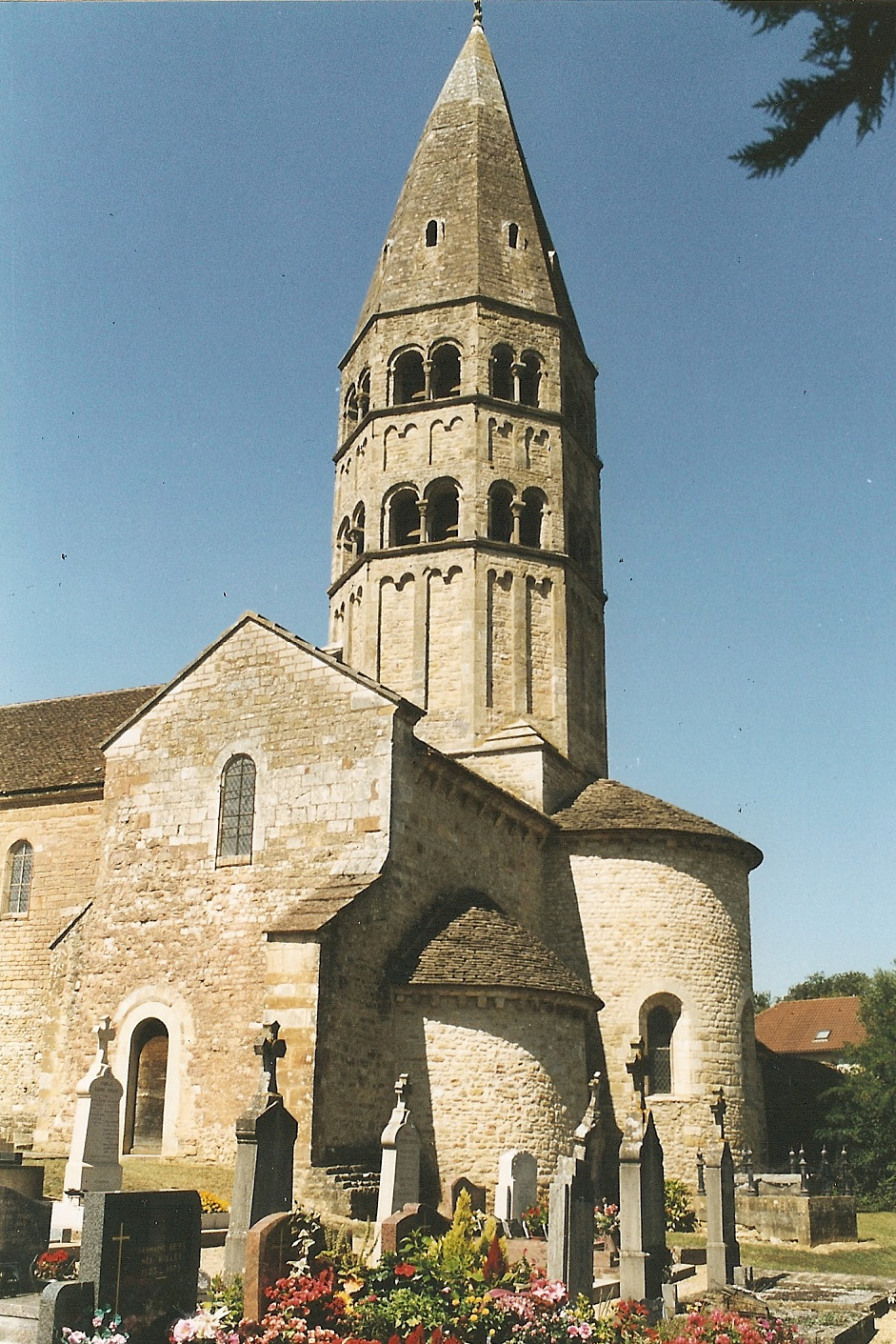
Chorhaupt, Querhaus, Vierungsturm von SO

Das Mauerwerk der Fassadennischen und des Giebelfeldes und des „Erkers“, oberhalb der Blendarkaden, besteht aus grob behauenen ungleich breiten und hohen Hausteinen, aber in regelmäßigem Schichtenverband gemauert (gleich hohe Schichten). Die übrigen Wandflächen, wie die des „Erkers“ im Obergeschoss, die der Wandpfeiler, die unter dem Kraggesims des Erdgeschosses und die Pultdachflächen sind aus geglätteten Werksteinen mit äußerst engen Fugen verarbeitet. Die Farbtöne der Sichtflächen der Natursteine entsprechen denen des Langhauses.

#### Querhaus und seine Apsiden
Die Querhausarme überragen im Grundriss das Langhaus erheblich. Seine deutlich tieferen Traufen stoßen ein kurzes Stück hinter den östlichen Langhausecken gegen seine Längswände. Die steinernen Traufgesimse werden von skulptierten Kragsteinen unterstützt. Die rote Schindeleindeckung kragt ein wenig über die Gesimse aus. Dies gilt auch für die Traufen der drei Apsiden auf der Ostwand. Die Giebelwände der Querhausarme sind etwas über die Dachflächen hochgeführt und mit flachen Steinplatten abgedeckt. Der nördliche Querhausarm besitzt zwei kräftige Strebepfeiler die oberseitig abgeschrägt und mit flachen Steinplatten eingedeckt sind, und bis etwa halbe Wandhöhe hinauf reichen, einer an der Nordostecke, nach Norden weisend, und ein zweiter an der Nordwestecke, nach Osten weisend. Die gleichen Strebepfeiler kennt auch der südliche Querhausarm, an der Südostecke, nach Süden weisend, und an der Südwestecke, nach Westen weisend. Das Querhaus besitzt je ein hoch angeordnetes Rundbogenfenster im nördlichen wie südlichen Giebel, und einen Nebeneingang im südlichen Giebel. Das Hausteinmauerwerk in unregelmäßigem Schichtenmauerwerk wird an den Bauteilecken und um die Öffnungen herum durch glatte Werksteine in größeren Formaten ersetzt. Es gibt auch Ausbesserungen in den Wandflächen mit ebensolchen Werksteinen.

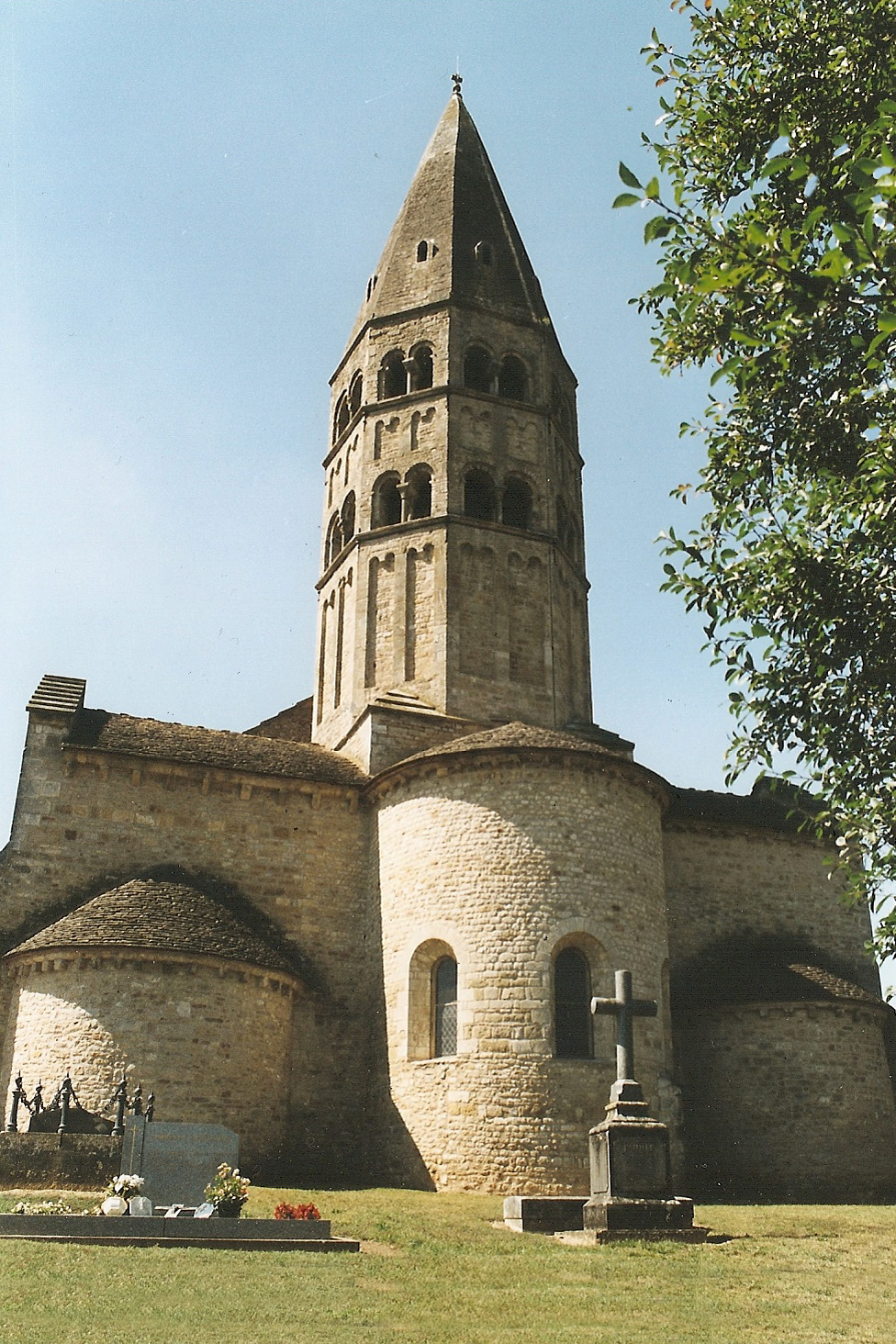
Chorhaupt von Osten

Die beiden halbkreisförmigen und fensterlosen Querhausapsiden sind wesentlich niedriger als die Querhaustraufen und werden von einem um dreißig Grad geneigten halben Kegeldach überdeckt.

#### Vierungsturm
Die fast quadratische Vierung ragt mit ihren massiven Wänden bist in die Höhe der Querhausfirste aus den Dachflächen heraus. Auf diesem stabilen Sockel ragt der für so eine kleine Kirche ungewöhnlich hohe Glockenturm mit oktogonalem Grundriss. Vier Seiten des Achtecks stehen exakt bündig auf den Außenflächen der Vierungswände. Die beim Übergang entstehenden Dreiecke sind mit kleinen halben Pyramidendächern abgedeckt. Darüber folgen drei Turmgeschosse, die untereinander durch weit ausladende Gesimse getrennt sind und das oberste Geschoss abschließen. Das untere Geschoss ist das höchste, die folgenden werden geschossweise niedriger, das oberste ist kaum halb so hoch wie das unterste. Die untereinander gleiche Gliederung der Geschossseiten erinnern an die Gestaltungselemente der Fassade. Das erste Geschoss ist gänzlich geschlossen. Eine Geschossseite besitzt nebeneinander zwei lang gestreckte Nischen, die von Zwillings-Arkadenbögen überdeckt sind, die in Feldmitte auf Konsolen aufstehen. Im nächsten Geschoss öffnen sich in der unteren Hälfte offene Zwillings-Klangarkaden, deren halbkreisförmige, an den Kanten abgestufte Bögen in der Mitte auf zwei hintereinander stehenden Säulen mit skulptierten Kapitellen, profilierten Kämpfern und Basen ruhen. Außenseitig übernehmen das die seitlichen Wandpfeiler mit auskragenden Kämpfern. Die obere Hälfte des Geschosses weisen wieder je zwei längliche Nischen mit Zwillingsbögen auf, wie im unteren Geschoss, doch wesentlich niedriger. Im obersten Geschoss wiederholen sich noch einmal die Zwillings-Klangarkaden des mittleren Geschosses. Die kurze Restfläche darüber bleibt ungestaltet. Ähnlich der Fassade sind die vorstehenden Pfeiler und Wandteile aus geglätteten Werksteinen gefertigt. Die Nischen und das ganze oberste Geschoss ist aus Hausteinen in regelmäßigem Schichtenverband gemauert.
Der spitz zulaufende steinerne Turmhelm könnte vielleicht einen weniger steilen Vorgänger gehabt haben. Die Steilheit ist aber nicht so groß, dass man ihn als Ursprungshelm ausschließen müsste. Die Helmseiten sind mit flachen Steinen bekleidet. Im unteren Drittel der Helmseiten ist je eine offene Gaube mit Rundbogen angeordnet. Das obere Drittel des Helms wechselt im Farbton und ist leicht verdreht. Das deutet auf eine mögliche Beschädigung der Turmspitze hin, etwa durch Blitzschlag. Auf der Helmspitze ist ein steinernes lateinische Kreuz errichtet.

#### Chor
Die zentrale im Grundriss halbkreisförmige Chorapsis übernimmt exakt die Trauf- und Firsthöhen des Querhauses. Noch in der unteren Wandhälfte befinden sich drei rundbogige Chorfenster mit abgeschrägten Gewänden. Die Fenster sind mit glatten Werksteinen eingefasst. Das Mauerwerk besteht sonst aus überwiegen kleinteiligen Formaten von Hausteinen in regelmäßigem Schichtenverband.